# Rödbent palpkortvinge
Rödbent palpkortvinge (Atanygnathus terminalis) är en skalbaggsart som först beskrevs av Wilhelm Ferdinand Erichson 1839.  Rödbent palpkortvinge ingår i släktet Atanygnathus, och familjen kortvingar. Enligt den finländska rödlistan är arten nationellt utdöd i Finland. Enligt den svenska rödlistan är arten otillräckligt studerad i Sverige. Arten förekommer i Götaland och Svealand. Artens livsmiljö är strandängar vid sötvatten.